# Marianna Biernacka
Marianna Biernacka, nhũ danh Czokało sinh năm 1888 tại Lipsk (Ba Lan), từ trần ngày 13.7.1943 tại Naumowicze (Belarus), là tín hữu Công giáo người Ba Lan, và là nạn nhân của Đức Quốc xã trong thời Chiến tranh thế giới thứ hai. Bà là một trong số 108 người Ba Lan tử đạo trong Thế chiến thứ hai được Giáo hội Công giáo phong chân phước (tiếng Ba Lan: 108 błogosławionych męczenników).

## Tiểu sử
Marianna kết hôn với Ludwik Biernacki, một nông dân và có sáu người con, nhưng chỉ có hai người con sống sót qua tuổi thơ ấu. Sau khi chồng qua đời, bà sống với vợ chồng người con trai Stanislaw. Năm 1943 – trong Chiến tranh thế giới thứ hai - Stanislaw và vợ anh ta bị cơ quan Gestapo bắt, để trả thù cho một người lính Đức bị giết ở làng bên cạnh. Vợ chồng Stanislaw bị chọn ra để xử bắn. Bà Marianna đã tình nguyện chịu chết thay cho người con dâu đang mang thai, và quân Đức đã đồng ý. Sau 2 tuần lễ giam giữ, bà Marianna đã bị xử bắn ngày 13.7.1943 tại Naumowicze (Naumovichi), ở Belarus. Trước khi chịu tử hình, bà Marianna chỉ có một nguyện vọng duy nhất là được mang chuỗi tràng hạt kinh Mân Côi bên mình
Ngày 13.6.1999, Marianna đã được Giáo hội Công giáo công nhận là một vị tử đạo và được Đức Giáo hoàng Gioan Phaolô II phong chân phước ở Warszawa, cùng với 107 vị tử đạo Ba Lan khác trong Chiến tranh thế giới thứ hai.
Có 2 giáo xứ Ba Lan được đặt tên theo 108 chân phước tử đạo người Ba Lan trong Chiến tranh thế giới thứ hai: một giáo xứ ở Powiercie, huyện Kolski, và một giáo xứ khác ở Malbork.